# Ongole

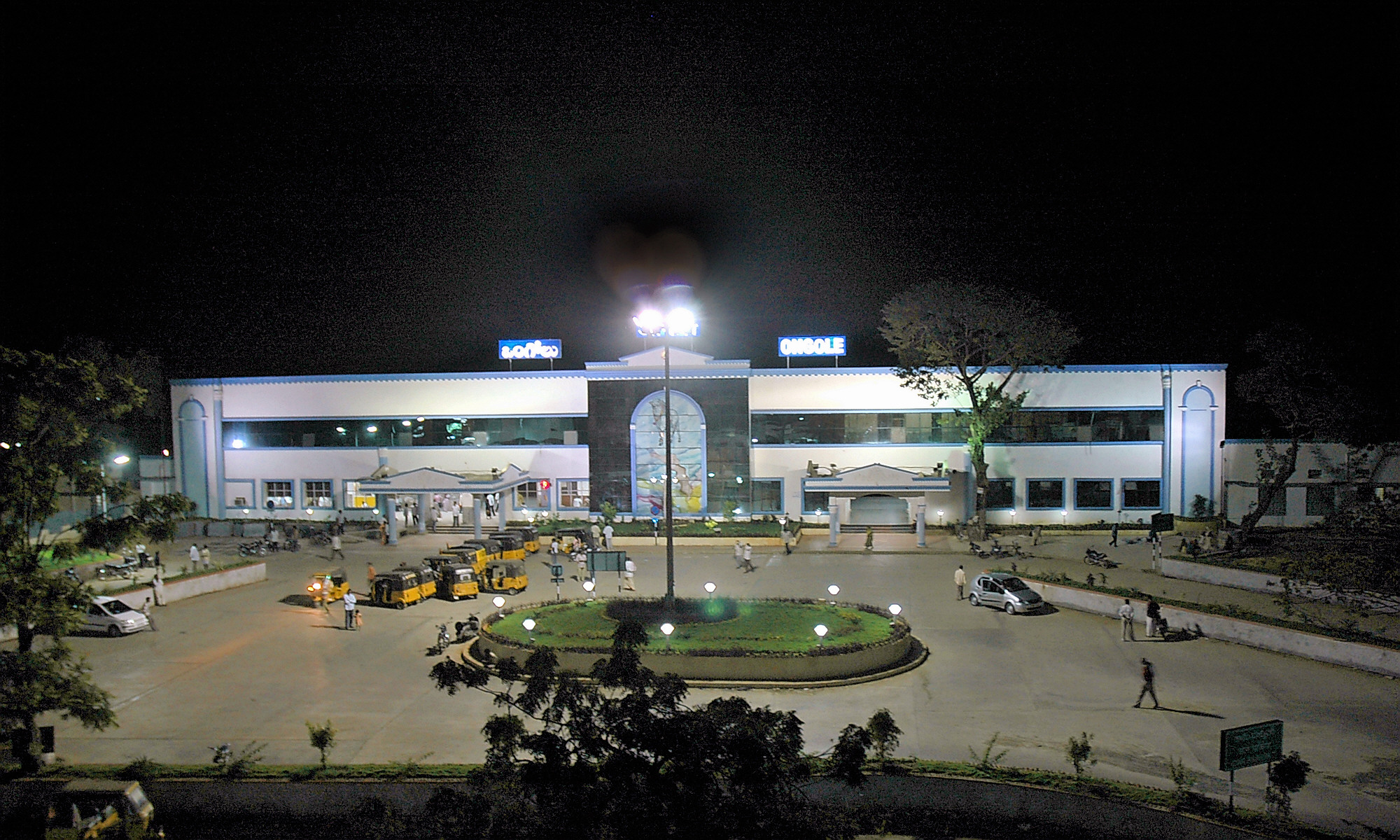
Järnvägsstationen i Ongole.

Ongole är en stad i delstaten Andhra Pradesh i Indien, och är huvudort för distriktet Prakasam. Folkmängden uppgick till 204 746 invånare vid folkräkningen 2011, med förorter 208 344 invånare.